# Карч Кірай
Чарльз Фредерик (Карч) Кірай (англ. Charles Frederick «Karch» Kiraly [ˈkɑrtʃ kɪˈraɪ]; нар. 3 листопада 1960, округ Джексон, штат Мічиган) — американський волейболіст, тренер, коментатор. Триразовий олімпійський чемпіон, єдиний гравець у світі, який перемагав на Олімпійських іграх і в класичному, і в пляжному волейболі. Найкращий волейболіст XX століття за версією Міжнародної федерації волейболу. Член Залу слави UCLA (1993), волейбольної Зали слави (2001), Олімпійської Зали слави США (2008). 12 років очолював жіночу збірну США. З жовтня 2024 року — головний тренер чоловічої збірної США

## Дитинство
Карч Кірай народився 1960 року в родині угорського лікаря Ласло Кірая, який емігрував до США в розпал Угорського повстання 1956 року. Батько Карча Кірая в минулому сам був непоганим гравцем, у 1954 році виступав за юніорську збірну Угорщини, але вибравши в результаті кар'єру лікаря, продовжував грати у волейбол у своє задоволення. Захоплення Ласло Кірая передалося його синові. Коли Кіраю-молодшому було 11 років, він у дуеті з батьком здобув свою першу перемогу в одному з турнірів на пляжі Каліфорнії.

## Каліфорнійський університет
Карч Кірай закінчив старшу школу в Санта-Барбарі, в 1979 році вступив до Каліфорнійського університету в Лос-Анджелесі за спеціальністю «біохімія» і закінчив його в 1983 році з відзнакою з сукупним середнім балом 3,55. Після закінчення коледжу планував продовжити кар'єру в медицині.
З 1979 по 1982 рік виступав у студентській команді UCLA Bruins, яка за цей час тричі ставала чемпіоном Національної асоціації студентського спорту (NCAA), здобувши перемоги у 124 матчах з 129 зіграних. При цьому Кірай чотири роки поспіль нагороджувався призом найціннішому гравцеві. У 1992 році Кірая уведено до Зала слави Каліфорнійського університету, а у 1993 році його майка була виведена з обігу.

## Збірна США
З 1981 року виступав за збірну США з волейболу. У 1984 році він був наймолодшим гравцем в північноамериканської команді, але зіграв у всіх матчах олімпійського турніру в Лос-Анджелесі і завоював свою першу золоту олімпійську медаль. У 1985 році був обраний капітаном збірної США і став володарем Кубка світу. У 1986 і 1988 роках визнавався Міжнародною федерацією волейболу найкращим гравцем світу — в липні 1986 року його команда програла збірній СРСР захоплюючий фінал Ігор доброї волі в Москві, але взяла реванш через два місяці у вирішальному матчі чемпіонату світу у Парижі; в 1988 році американці знову стали олімпійськими чемпіонами, а MVP сеульського турніру був названий Карч Кірай.

## Італія
Після Сеула Кірай завершив виступи у збірній США і разом з колегою по національній команді Стівом Тіммонсом підписав контракт з італійською «Равенною». З 1990 по 1992 рік вони виграли чемпіонство і Кубок Італії, Кубок чемпіонів, клубний чемпіонат світу, Суперкубок Європи. У 1992 році Кірай повернувся до США з метою зосередитися на пляжному волейболі.

## Пляжний волейбол
В Асоціації волейболістів-професіоналів (AVP) і на турнірах FIVB Кірай виступав рекордно довго — аж до 2007 року. У 1988 році в парі з Петом Паверсом став переможцем неофіційного чемпіонату світу в Ріо-де-Жанейро. Всього виграв 148 турнірів, з них 74 — разом з Кентом Стеффесом. У 1991 році на рахунку цього дуету було 6 перемог, а роком пізніше, коли Кірай завершив виступи в класичному волейболі і повністю переключився на пляжний — відразу 16 при безпрограшної серії з 13 турнірів. У 1993 році Кірай і Стеффес перевершили свій рекорд, вигравши 18 титулів. Переможна хода американців продовжилося і в наступних сезонах, а головним їх досягненням стало золото першого олімпійського турніру з пляжного волейболу в Атланті-1996. Таким чином Карч Кірай став першим спортсменом, що переміг на Олімпійських іграх і в класичному волейболі, і в пляжному.
У 1998 році Кірай з новим партнером, Адамом Джонсоном, став срібним призером Ігор доброї волі в Нью-Йорку і вшосте (до цього в 1990 і 1992—1995 роках) був визнаний найціннішим гравцем AVP. У тому сезоні на рахунку цієї пари було 6 перемог, Кірай за кількістю титулів перевершив іншого відомого американського гравця — Синджіна Сміта, разом з яким він починав виступи в AVP і в далекому 1984 році виграв перший титул.
У 1999 році Карч Кірай випустив автобіографічну книгу «Людина піску» (англ. The Sand Man). Наприкінці 2000 року він був визнаний Міжнародною федерацією волейболу найкращим волейболістом XX століття. На початку нового століття продовжував виступи в пляжному волейболі, попри вік і травми. У 2004 році після перемоги на турнірі в Лас-Вегасі (в парі з Майклом Ламбертом) загальна сума призових, виграних Кіраєм у пляжному волейболі, перевищила $3 млн. У 2005 році він виграв свій останній турнір в Гантінгтон-Біч, а в 2007-му у віці 46 років завершив ігрову кар'єру.

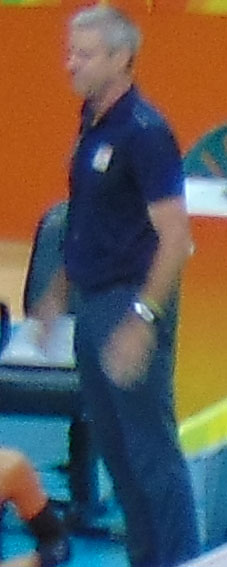
Кірай на Олімпій ських іграх 2016 року в Ріо-де-Жанейро.

## Тренерська кар'єра
Кіра почав тренувати в єпископальній середній школі св. Маргарет, де тренував своїх синів, Крістіана та Корі.
З 2009 року працював у тренерському штабі жіночої збірної США з волейболу асистентом ХГю Маккатчена, з вересня 2012 року — головний тренер жіночої збірної США. У 2014 році привів американську команду до перемоги на чемпіонаті світу в Італії. При цьому Кірай став четвертою людиною, яка виграла золоту медаль чемпіонату світу як гравець і як тренер. Під час Олімпійських ігор 2016 року в Ріо-де-Жанейро Кірай привів збірну США до бронзової медалі.

## Коментатор
Карч Кірай також коментував пляжний волейбол на телеканалах ESPN і NBC. Працював аналітиком в NBC Sports під час висвітлення змагань з пляжного волейболу на літніх Олімпійських іграх 2008 року.

## Досягнення

### У волейболі
- Олімпійський чемпіон (1984, 1988).
- Чемпіон світу (1986).
- Чемпіон NORCECA (1983, 1985), срібний призер (1981).
- Володар Кубка світу (1985).
- Срібний призер Ігор доброї волі (1986).
- Чемпіон Панамериканських ігор (1987).
- Чемпіон NCAA (1979, 1981, 1982), срібний призер (1980).
- Чемпіон Італії (1990/91).
- Володар Кубка Італії (1990/91).
- Переможець клубного чемпіонату світу (1991).
- Переможець Кубка європейських чемпіонів (1991/1992).
- Переможець Суперкубка Європи (1991).
- MVP Кубка світу (1985), олімпійського турніру (1988), клубного чемпіонату світу (1991).
- Найкращий волейболіст світу (1986, 1988).

### У пляжному волейболі
- Олімпійський чемпіон (1996) і переможець ще 147 міжнародних турнірів.
- Володар індивідуальних призів AVP:
  - найцінніший гравець (1990, 1992, 1993, 1994, 1995, 1998),
  - спортсмен року (1995, 1997, 1998),
  - повернення року (1997),
  - кращий у захисті (2002),
  - кращий в атаці (1990, 1993, 1994).

### У тренерській кар'єрі
На посаді головного тренера жіночої збірної США:
- Бронзовий призер Олімпійських ігор (2016).
- Чемпіон світу (2014).
- Срібний (2019) і бронзовий (2015) призер Кубка світу.
- Срібний (2013) і бронзовий (2017) призер Світового Кубка чемпіонів.
- Переможець Гран-прі (2015), срібний призер Гран-прі (2016).
- Переможець Ліги націй (2018, 2019).
- Чемпіон NORCECA (2013, 2015).
- Володар Панамериканського Кубка (2013).